# La Unión (Copán)
La Unión è un comune dell'Honduras facente parte del dipartimento di Copán.
Il comune venne istituito nel 1895 con parte del territorio del comune di Cucuyagua.